# مجتبی یوسفی
مجتبی یوسفی (زاده ۱۳۶۲ اهواز) سیاستمدار ایرانی و نماینده مجلس شورای اسلامی است. وی توانست در یازدهمین انتخابات مجلس شورای اسلامی، از حوزه انتخابیه اهواز، باوی، حمیدیه و کارون از استان خوزستان انتخاب گردد.